# Ampulex conigera
Ampulex conigera är en  stekelart som beskrevs av Kohl 1893. Ampulex conigera ingår i släktet Ampulex och familjen Ampulicidae. Inga underarter finns listade i Catalogue of Life.